# Кил (съзвездие)
Вижте пояснителната страница за други значения на Кил.
Кил (Кораб в някои източници) е южно съзвездие, едно от трите съвременни съзвездия (Кил, Кърма, Корабни платна), образувани при разделянето на старото Арго Навис през 1752 година. Символизира кила на кораба „Арго“ на Язон и Аргонавтите от гръцката митология. Той се намира до съзвездията Компас, Помпа, Корабни платна, Летяща риба, Живописец, Гълъб и
Голямо куче.